# Jan Železný
Jan Železný (IPA: [ˈjan ˈʒɛlɛzniː]ⓘ) (Mladá Boleslav, 16 de junio de 1966) es un exatleta de la República Checa, considerado como el mejor jabalinista de todos los tiempos. Heredó su afición por este deporte de su padre, un buen lanzador de jabalina, y de su madre, quien aún posee el récord juvenil de su país en lanzamiento de jabalina.
Trabajó como mecánico de automóviles y es coronel retirado del ejército checo. Posee una cadena de restaurantes junto a su hermano, Ptr Železný, también un buen lanzador de jabalina, y tiene dos hijos, Jan y Katarina.

## Carrera deportiva
Es 3 veces campeón del mundo, 3 veces campeón olímpico y además plusmarquista mundial actual de lanzamiento de jabalina.
A día 15 de diciembre de 2013 tiene 52 tiros por encima de los 90 metros, más que todos los demás jabalinistas juntos, y actualmente posee 29 de los 40 mejores lanzamientos que se han realizado en la historia. El promedio de sus 100 mejores tiros casi alcanza los 90 metros, es uno de los dos jabalinistas que han conseguido superar la barrera de los 94 metros con el actual centro de gravedad de la jabalina. Durante su carrera ha tenido duras luchas con atletas como Steve Backley, Sergey Makarov, Boris Henry, Seppo Räty, Raymond Hecht y Aki Parviainen.
Se planteó su retirada después de los Campeonatos de Europa de Atletismo del año 2006 en Goteborg, cuando tan sólo pudo lanzar 85,92 m consiguiendo la medalla de bronce y con problemas en la espalda que le impedían rendir al máximo.
Se retiró en una exhibición el 19 de septiembre de 2006 en Mladá Boleslav, el lugar donde inició su carrera deportiva. Continúa vinculado al mundo del atletismo trabajando para el COI y es entrenador en Praga.

### Progresión[2]
| Año  | Marca [m] | Lugar             |
| ---- | --------- | ----------------- |
| 2006 | 86.07     | Doha              |
| 2005 | 83.98     | Monaco            |
| 2004 | 86.12     | Ostrava           |
| 2003 | 89.06     | Paris Saint-Denis |
| 2002 | 87.77     | Sheffield         |
| 2001 | 92.80     | Edmonton          |
| 2000 | 90.59     | Pretoria          |
| 1999 | 89.06     | Paris (Charléty)  |
| 1997 | 94.02     | Stellenbosch      |
| 1996 | 98.48     | Jena              |
| 1995 | 92.28     | Mónaco            |
| 1994 | 91.82     | Sheffield         |
| 1993 | 95.66     | Sheffield         |
| 1992 | 90.18     | Tokio             |
| 1991 | 90.40     | Bratislava        |
| 1989 | 84.74     | Bratislava        |
| 1988 | 86.88     | Leverkusen        |
| 1987 | 87.66     | Nitra             |
| 1986 | 82.48     | Praha             |

## Historial internacional
- Récord mundial de lanzamiento de jabalina con una marca de 98,48 metros.
- Récord de los Campeonatos del Mundo de atletismo con 92,80 metros.
- Medalla de oro en los Juegos Olímpicos de 1992 en Barcelona
- Medalla de oro en los Juegos Olímpicos de 1996 en Atlanta
- Medalla de oro en los Juegos Olímpicos de 2000 en Sídney
- Medalla de plata en los Juegos Olímpicos de 1988 en Seúl
- Medalla de bronce en el campeonato del mundo de 1997
- 3 veces campeón del mundo en los años 1993,1995 y 2001